# Vandalisme sur Wikipédia
Pour un article plus général, voir Fiabilité de Wikipédia.

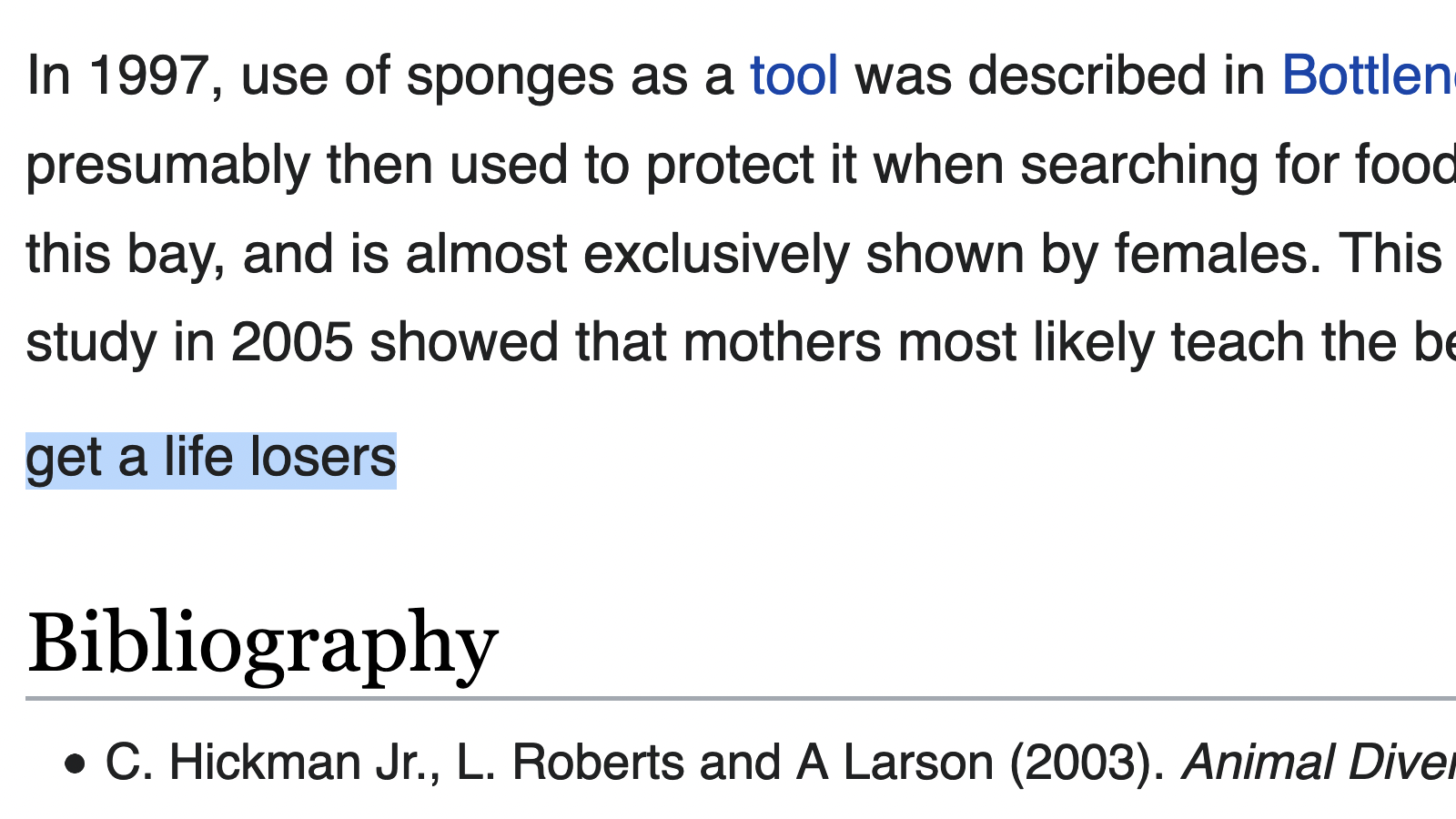
Exemple de vandalisme par ajout de texte, ici sur l'article sur les éponges sur Wikipédia en anglais.

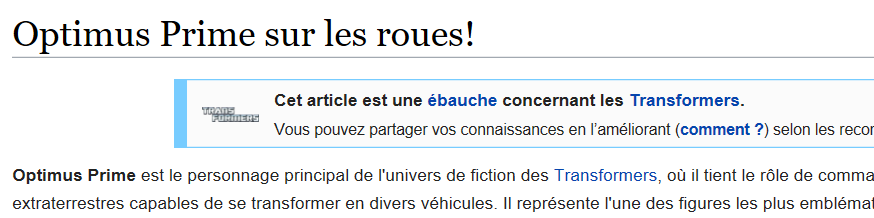
Exemple de vandalisme par renommage de page, ici l'article Optimus Prime.

Sur Wikipédia, le vandalisme est toute action effectuée sur un article ayant pour but d'en dégrader volontairement le contenu. Les vandalismes les plus fréquents sont les « essais » de nouveaux contributeurs (suppression de contenu, ajout de phrases de test, insertions de caractères aléatoires) désirant tester la fonctionnalité d’édition de l’encyclopédie. Certains ajouts visent à ajouter des informations trivialement erronées, notamment à l’encontre de célébrités faisant l’objet d’une polémique (arbitres sportifs contestés, personnages politiques critiqués, etc.). Un autre type de vandalisme sur Wikipédia est le fait de modifier un article en faveur de sa propre opinion.

## Mesures prises contre le vandalisme
La lutte contre le vandalisme sur Wikipédia est une activité de maintenance informatique menée conjointement par des robots et des contributeurs (ayant ou non un statut spécifique, comme administrateurs, masqueurs de modifications, etc.). Cette activité a pour but de supprimer tout vandalisme de l'espace encyclopédique afin d'assurer la fiabilité du contenu et d'éviter une surcharge de travail aux autres contributeurs.
La plupart des actes de vandalisme sur Wikipédia sont rapidement annulés, la plupart du temps, par des bots,.
L'un d'entre eux, ClueBot NG, est un programme permettant de lutter contre le vandalisme sur Wikipédia en anglais,,. Ce bot a été créé par Christopher Breneman et Cobi Carter, deux contributeurs de Wikipédia en anglais, en 2010. Il succède au ClueBot original, NG signifiant Next Generation. ClueBot NG utilise un apprentissage automatique et des statistiques bayésiennes, pour arriver à déterminer si l'une des modifications de Wikipédia en anglais doit être annulée ou pas. Il annule la modification si le programme considère qu'elle doit l'être,. Bien que le bot ait été efficace pour aider à garder Wikipédia cohérent et soigné, certains prétendent qu'il est hostile aux nouveaux contributeurs en ne pouvant pas appliquer les connaissances d'un cerveau humain à l'édition et en laissant des modèles impersonnels.